# 피에르 보마르셰
피에르오귀스탱 카롱 드 보마르셰(Pierre-Augustin Caron de Beaumarchais, 1732년 1월 24일 ~ 1799년 5월 18일)는 프랑스의 극작가이다.

## 생애
파리에서 출생하여, 궁정 감독관·궁정악사·작가·출판업자 등 여러 직업을 거치는 동안 복잡한 생애를 보냈다. 이론면에서 디드로의 계승자인 그는 오늘날에 와서는, 스페인 시민 계급을 주제로 당시의 특권 계급을 풍자한 2대 희곡 《세비야의 이발사》, 《피가로의 결혼》으로서 유명하다.

## 작품 세계
그는 극작가로서의 첫걸음을 정극 <외제니(Eugenie)>(1767)로 출발했다. 이 작품의 서론 '성실한 극에 관해서의 시론' 가운데에서 그는 디드로의 계승자로서의 입장을 분명히 밝혔으나, 이론의 표현에 생생한 빛깔을 더했다는 정도로 내용적으로는 별다른 발전이 없고 작품도 성공하지 못했다.
다음의 <두 벗(Les Deux amis)>은 상업극(商業劇)이라고 할 수 있는 것으로 지불기일이라든가 어음 할인이라든가 하는 극장 안에서는 별로 들어보지 못한 말이 뒤섞인 복잡한 삽화가 특히 여성관객의 흥미를 상실케 하고 말았다. 19세기 후반에 오지에와 베크가 무대에서 다루었던 이러한 금전문제는 가장 부르주아적인 주제의 하나이면서 당시로는 아직 시기가 빨랐던 것이다.
이 두 작품의 실패는 그로 하여금 당분간 극작에서 떠나게 했으며, 1775년에 이르러 4막의 희극 <세비야의 이발사>, 84년에 5막희극 <피가로의 결혼>이라는 18세기 희극작품을 낳았다. 여기에서도 역시 시대풍조라고 할 수 있는 센티멘털리즘을 볼 수 있다. 사생아 피가로가 우연히 친어머니와 만나 그것이 계기가 되어 부모가 정식으로 결혼한다는 줄거리는 관객의 눈물을 노린 것이며, 도덕적 설교는 없다 해도 모자간을 시민적 질서라는 관념에서 다룬 것이었다. 또한 이 작품에서는 한 하인인 피가로와 그의 애인 스잔이 극히 주역이며 주인인 알마비바 백작을 농락하면서 귀족계급의 부패나 현 정체(政體)의 부정을 폭로하는 작가의 자세는 혁명 직전의 시민극과 같은 것이라 하겠다.
그는 이 두 작품의 속편으로서 산문 5막의 <죄를 진 어머니>를 써서 3부작을 이루었으나 이는 희극이 아니라 정극(正劇)의 장르에 들어간다. 발표 당시는 성공을 했으나 앞의 두 작품보다는 훨씬 생기가 빈약하고 연설투의 결함이 두드러져 오늘날에 와서는 상연되지 않고 있다.

## 참고 자료
- 이 문서에는 다음커뮤니케이션(현 카카오)에서 GFDL 또는 CC-SA 라이선스로 배포한 글로벌 세계대백과사전의 내용을 기초로 작성된 글이 포함되어 있습니다.